# Robert Heylbroeck
Robert Heylbroeck (Gent, 1901 – 1962) was een Vlaams beeldhouwer uit Gent Oost-Vlaanderen.

## Biografie
Robert Heylbroeck was de zoon van de Belgisch hoornist Karel Heylbroeck. Hij bezocht de schilder- en beeldhouwafdelingen der Gentse Academie. Zijn professoren in beeldhouwkunst waren Felix Metdepenninghen en Geo Verbanck. In beide bezochte secties gaf hij vlug blijk van grote aanleg.
In 1922 behaalde hij de Prijs voor schilderkunst.  Hij zette zijn studies voort aan het Nationaal Hoger Instituut Schone Kunsten te Antwerpen bij professor Égide Rombaux. Daarna ging hij als uitvoerder in de leer bij Georges Minne te Sint-Martens-Latem. In 1931 werd hij laureaat van de fel begeerde Paul De Vigne- prijs.
Op 30-jarige leeftijd werd hij leraar tekenen aan de Gentse Academie. In 1941 volgde hij Geo Verbanck op als professor in het boetseeratelier. Uit tentoonstellingen in binnen- en buitenland bleek zijn activiteit als scheppend artiest : Gent, Antwerpen, Brussel, Leiden, Stockholm en andere Europese steden.
Het museum te Gent bezit twee werken van zijn hand: een stenen beeld en een kop in brons; ook in de voormalige Regiegebouwen (nu de Bibliotheek) aan Gent-Zuid stond een gipsen figuur van hem. Het beeld staat heden in het Museum voor Schone Kunsten (Gent). Hij droeg tevens bij tot de uitvoering van de architectuur aan de fries van Jozef Cantré (staat aan het Woodrow Wilsonplein aan het vroegere Station Gent-Zuid).
Als kunstenaar ging zijn aandacht voornamelijk uit naar kinderkopjes, naaktfiguren, moeder en kind en dergelijke. In zijn jeugd woonde hij in de Aannemersstraat te Sint-Amandsberg. Later had hij zijn atelier aan de Mazestraat te Mariakerke (Oost-Vlaanderen) (Kolegem).
Later trok de artiest zich meer en meer uit het openbaar leven terug. Tentoonstellingen deed hij tot 1959 enkel nog in groepsverband als lid van de Kunst- en Letterkundige Kring. In de afzondering van zijn atelier te Mariakerke werkte hij door, steeds strevend naar een onbereikbare figurale volmaaktheid, steeds hunkerend naar de grootsheid van voorbeelden uit het verleden zoals Michelangelo en bovenal Phidias.((bron?)) Onder de modernen vond hij deze grootsheid enkel bij Henry Moore.        
Heylbroek ligt begraven op het Campo Santo.

## Museale, openbare en privéverzamelingen
- Museum voor Schone Kunsten (Gent) Een marmeren reliëf "Memoriaal Mr&Mw Paul De Vigne" bevindt zich in het Museum voor Schone Kunsten te Gent.
- Een Piëta in Marmer in de Abdij Notre-Dame de Clairefontaine nabij Bouillon.
- Een aantal kunstwerken is in de familie gebleven of is in de loop van de jaren overgegaan in privéhanden.
- Een gipsen beeld van 'Maria en Kind' bevindt zich in de "Heilig Kruiskerk" op de wijk "Westveld" te Sint-Amandsberg.

- RKD-Nederlands Instituut voor Kunstgeschiedenis: 38262